# 聖三位一体 (エル・グレコ)
『聖三位一体』（せいさんみいったい、西: La Trinidad、英: Holy Trinity) は、ギリシャ・クレタ島出身であるマニエリスム期のスペインの巨匠エル・グレコが、スペイン到着後まもない時期 (1577-1579年) に制作した「聖三位一体」を主題とするキャンバス上の油彩画である。本作は、画家がサント・ドミンゴ・エル・アンティグオ聖堂のために委嘱された祭壇衝立の1部をなしていたもので、『聖衣剥奪』(トレド大聖堂) とともにエル・グレコがスペイン・トレドで衝撃的なデビューを果たした記念碑的作品である。作品は、マドリードのプラド美術館に所蔵されている。

## 歴史的背景
エル・グレコは、おそらく1567年に故郷のクレタ島からヴェネツィアに渡り、その後ローマにも滞在してイタリアで美術の研鑽に励んだ。そして、1576年後半、35歳の時にローマを離れ、スペインに渡った。美術の先進国イタリアでは職業画家としての展望が開けなかったに違いない。スペインへの渡航はローマのアレッサンドロ・ファルネーゼの宮殿で親交のあったスペイン人聖職者で、トレド大聖堂参事会長を父に持つルイス・デ・カスティーリャの進言が大きかったと思われる。当時、スペインでは国王フェリペ2世によりエル・エスコリアル修道院の装飾事業にイタリア人画家たちが招聘されていた。エル・グレコがフェリペ2世の宮廷画家になる大志を抱いていたとしても不思議ではない。いずれにしても、スペイン到着後まもない時期にエル・グレコは本作『聖三位一体』を含むサント・ドミンゴ・エル・アンティグオ聖堂の祭壇衝立と、トレド大聖堂の『聖衣剥奪』の受注を受けている。祭壇衝立がヨーロッパでもっとも発達したスペインにおいて、その制作を委嘱されるということは将来の保証を得ることであった。

## サント・ドミンゴ・エル・アンティグオ聖堂祭壇衝立

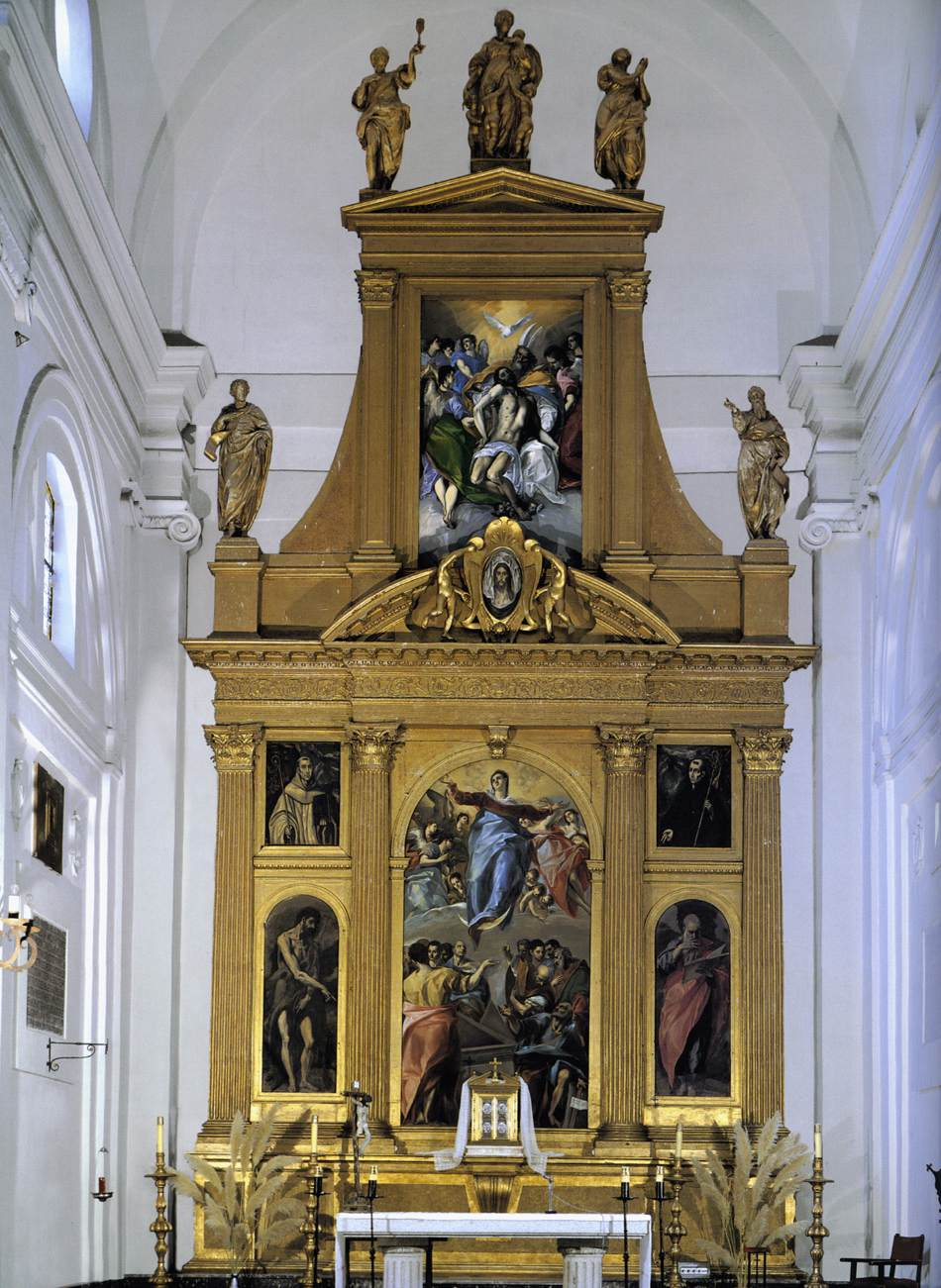
サント・ドミンゴ・エル・アンティグオ聖堂の復元された祭壇衝立 (中央祭壇)

サント・ドミンゴ・エル・アンティグオ聖堂はシトー会系の女子修道院であった。フェリペ2世の王妃イサベルの元女官・尼僧であったマリア・デ・シルバが1575年に没した時、サント・ドミンゴ・エル・アンティグオ聖堂内に彼女の霊を祀る墓廟礼拝堂が建てられたが、エル・グレコはそのための祭壇衝立の制作を委嘱されたのである。エル・グレコはイタリアでは比較的小さな作品しか描いていないが、この大作である祭壇衝立はイタリアでの情熱的な研鑽の爆発といってもいい成果であった。2年の歳月をかけて完成された祭壇衝立は8枚の絵画連作からなり、イエス・キリストと聖母マリアを通じての救済に深い関心を抱いていたマリア・デ・シルバの葬儀記念的性格を持っていた。したがって、婦人の名前の由来である聖母マリアの昇天図である『聖母被昇天』 (シカゴ美術館) と、人類救済のために差し出されるキリストを描いた本作『聖三位一体』を中心とし、シトー会女子修道院のマリア信仰と深くかかわった『聖ベルナルドゥス』、『聖ベネディクトゥス』、『洗礼者聖ヨハネ』、『福音書家聖ヨハネ』が左右に配置されて、中央祭壇を構成していた。また、袖廊にの祭壇脇には『キリストの昇天』と『羊飼いの礼拝』が配置された。

## 作品

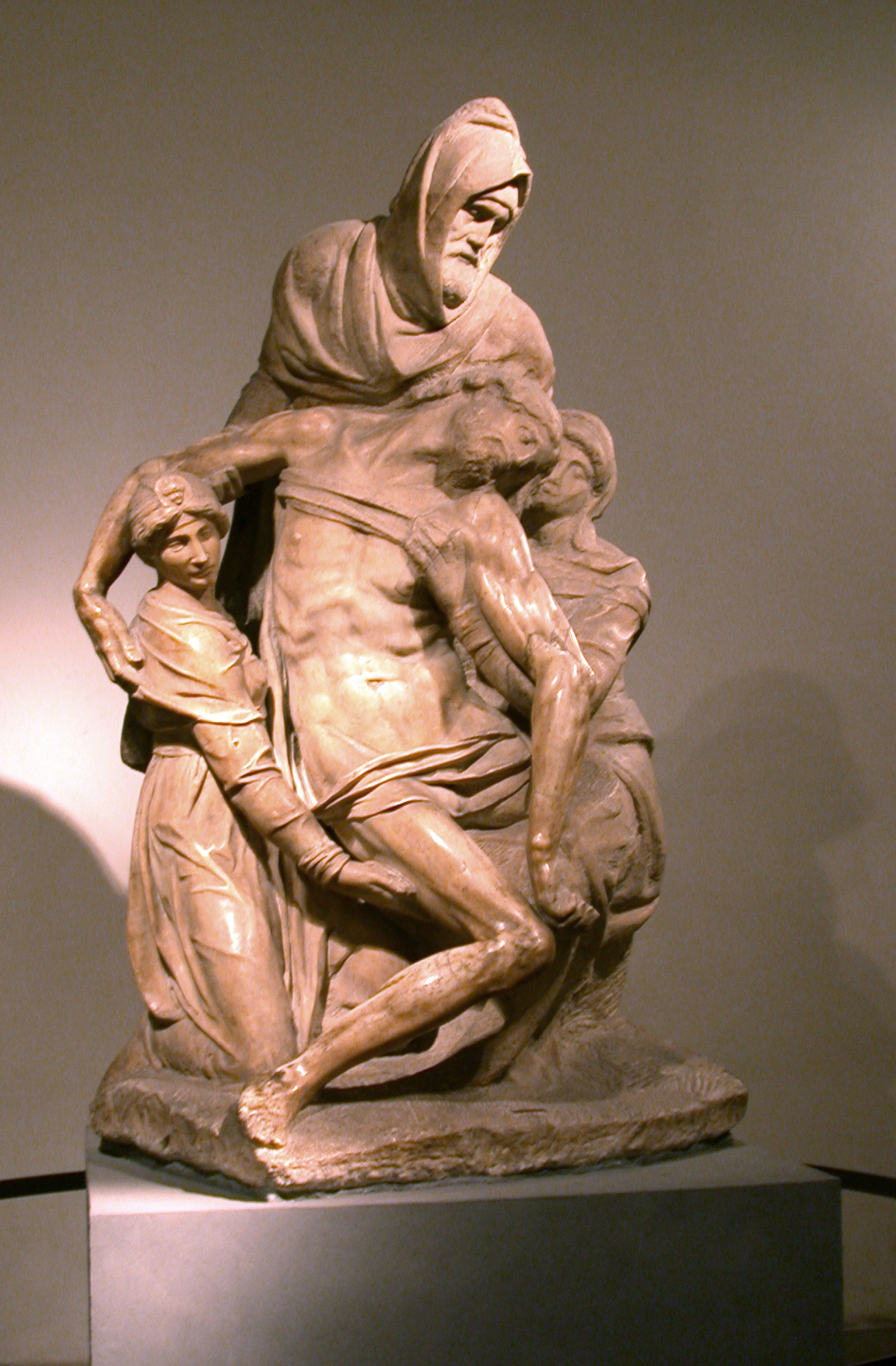
『ピエタ』1547-1555年頃 (ドゥオーモ付属美術館、フィレンツェ)

祭壇衝立の中で、本作『聖三位一体』は『聖母被昇天』の上に配置された。すなわち、聖母マリアが仰ぎ見る頭上に、父なる神に抱かれる、十字架から降ろされた死せるキリストの姿が描かれたのである。「聖三位一体」とは、「神は1つの本質で、父・子 (キリスト)・聖霊の「三位格」 (ペルソナ) からなるというキリスト教の基本的真理で、聖霊はハトの姿で、永遠なる父のもとに戻ったキリストはしばしば十字架に磔にされたままの姿で描かれる。しかし、本作でキリストは神に抱かれた姿となっており、聖痕の描写は最小限に抑え、受難を象徴する要素を配して、「ピエタ」のような父と子の感動的で温かな関係が表現されている。
トレドに移住したばかりのエル・グレコは本作を制作する際、その構図の面でドイツ・ルネサンスの巨匠デューラーの版画に触発されている。また、色彩面ではヴェネツィア派の影響が見て取れる一方、キリストの「く」の字状のひねりを持つ身体はミケランジェロの『ピエタ』(ドゥオーモ付属美術館、フィレンツェ) へのオマージュであるかのように鮮烈である。しかし、この作品にはまだ後のエル・グレコ独自の様式というものは見られない。